# Brudslöjan, Norge

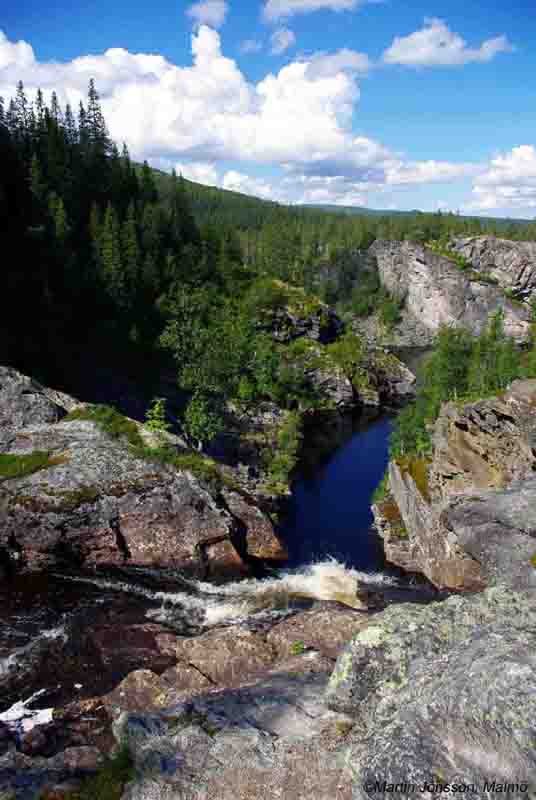
Från toppen

Brudslöjan, norska Brudesløret, är ett vattenfall i Norge, alldeles intill gränsen till Sverige. Det ligger cirka tre kilometer från Storlien i Åre kommun, Jämtland, och nära Teveldalen i Meråkers kommun, Norge. Vattenfallet går att nå via en stig från en parkering vid sidan av E14 omkring 2,5 km från Storlien.

## Geografi och geologi
Fallet är omkring 24 meter högt. Vattnet kommer från området runt Storlien med sjöar som Sönner och Norder-Sandtjärnen, Stallsjön och Klevsjön. Nedanför fallet i väster ligger sjön Langhalstjønna. Brudslöjan ligger i en smal kanjonbildning genom vilken istidens avsmältningssjöar i olika stadier successivt avtappades, bland annat de så kallade Tevlan- resp. Storlienissjöarna. Kanjonen antas vara utmejslad dels av många issjöavtappningar, dels av att smältvatten letat sig fram på marken under den kanske kilometertjocka inlandsisen längs sprickdalgången.
Att landet trycktes ned av den tjocka inlandsisen innebar också att detta fjällområde utgjorde kustbrant mot Atlanten vars Golfströmsvärme kunde tina bort is och snötäcke där och ge grönskande barmark där djur som ren och mammut betade under somrarna i området några mil in över Jämtland, även under själva istiden i 10 000-tals år. Det finns trappsteg på klippan längs hela fallhöjden.

## Växtlighet
På en av klippbranterna hänger på sensommaren blommande bestånd av den ståtliga växten fjällbrud, Saxífraga cotylédon (fridlyst). Fallet kan likaså beskådas från den norska sidan via vandring från Teveltunet Fjällhotell.